# 山口県道319号大河内地吉線
山口県道319号大河内地吉線（やまぐちけんどう319ごう おおかわちじよしせん）は、山口県下関市を通る一般県道である。

## 概要
下関市豊田町大字大河内から下関市豊田町大字地吉に至る。平行する山口県道34号下関長門線の西側を大きくショートカットする。

### 路線データ
- 起点：下関市豊田町大字大河内（山口県道34号下関長門線交点）
- 終点：下関市豊田町大字地吉（山口県道34号下関長門線交点）
- 総延長：4.4 km

## 歴史
- 1973年（昭和48年）8月17日 - 山口県告示第653号により認定。
- 2005年（平成17年）2月13日 - 豊浦郡豊田町が下関市に移行したことにより起終点の地名が変更される（豊浦郡豊田町大河内→下関市豊田町大河内、豊浦郡豊田町地吉→下関市豊田町地吉）。

## 路線状況
豊田湖畔オートキャンプ場入口（下関市豊田町大字地吉）から終点までは大型車の通行不可。全線にわたって幅員は狭いものの、平行する山口県道34号下関長門線を大きくショートカットするルートであり、利用する車は少なくない。
夜間は山口県道34号下関長門線（長門市深川湯本（ふかわゆもと） - 下関市菊川町大字下岡枝）と同様に、シカやイタチなどの動物が頻出し、霧が発生するため特に注意が必要である。

### 道路施設

#### トンネル
- 深堀隧道：延長93 m、1948年（昭和23年）竣工、下関市

## 地理

### 通過する自治体
- 山口県
  - 下関市

### 交差する道路
| 交差する道路                                       | 交差する場所     | 交差する場所 |
| -------------------------------------------------- | ---------------- | ------------ |
| 山口県道34号下関長門線                             | 豊田町大字大河内 | 起点         |
| 山口県道34号下関長門線 山口県道38号美祢油谷線 重複 | 豊田町大字地吉   | 終点         |

### 沿線
- 木屋川ダム
- 豊田湖
- 豊田湖畔オートキャンプ場